# Rădăuți
Rădăuți (deutsch Radautz, ungarisch Radóc, jiddisch ראַדעװיץ bzw. Radevits, polnisch Radowce, ukrainisch Радівці / Radiwzi) ist ein Munizipium im Kreis Suceava in der historischen Landschaften Bukowina und der Westmoldau im Nordosten Rumäniens.

## Lage der Stadt
Radautz liegt am Fluss Toplița (Toplitza) nahe der Grenze zur Ukraine. Die Kreishauptstadt Suceava ist 37 Kilometer südöstlich. Die Stadt befindet sich im Norden des rumänischen Teil der Bukowina; diese gehörte bis 1774 zum Fürstentum Moldau, bis 1918 zur Habsburgermonarchie und seitdem zu Rumänien.

## Name
Der Name der Stadt könnte eine slawisch beeinflusste Ableitung von Rottacenum, einer römischen Garnison am Siret sein. Nach anderen historischen Quellen stammt Rădăuți vom Namen ihres Besitzers Radomir. Somit wäre die Ortschaft Radomirovţi, abgekürzt als Radovţi, genannt worden, woraus sich der heutige Name Rădăuţi entwickelte. Eine weitere etymologische Theorie ist der Ursprung vom slawischen „rada“, was „Freude“ oder „Beratung“ bedeutet. Eine andere Überlegung stellt den Bezug zu einer lokalen Legende einer bestimmten Uța und ihres Sohnes Radu (rumänisch: Radul Uței) her.

## Geschichte
Radautz wurde 1392 erstmals urkundlich erwähnt und vermutlich in den davorliegenden Jahrzehnten unter der Herrschaft des Woiwoden Bogdan I. errichtet. Zu Beginn des 15. Jahrhunderts erbaute der moldauische Herrscher Alexandru cel Bun (Alexander der Gute) ein Kloster in der Ortschaft. In den folgenden Jahrhunderten war das Fürstentum Moldau dem Osmanischen Reich tributpflichtig.
So wie das gesamte umliegende Gebiet wurde auch Radautz 1775 Teil der Habsburgermonarchie. Die Stadt wurde Bezirksstadt, wie in der ganzen Bukowina ließen sich auch in Radautz schon bald zahlreiche deutschsprachige Kolonisten nieder, die sogenannten Bukowinadeutschen.
In Radautz siedelten sich sogar besonders viele Deutsche an, so dass die Stadt auch „die deutscheste der Bukowina“ genannt wurde. Bis in die 1940er Jahre war die Stadt deutschsprachig, ebenso wie Czernowitz, die Hauptstadt der Bukowina. Neben Bukowinadeutschen wurde die deutschsprachige Kultur in Radautz insbesondere durch deutschsprachige Juden getragen.
Die erste deutsche lutherische Gemeinde der Bukowina wurde 1791 hier gegründet. Bei der Errichtung Österreich-Ungarns 1867 wurde die Bukowina Altösterreich zugeordnet, Radautz wurde Sitz einer k.k. Bezirkshauptmannschaft und eines Bezirksgerichts. Die Stadt war nach Czernowitz die zweitgrößte der Bukowina.
Nach dem Ausgang des Ersten Weltkrieges und der Auflösung der Donaumonarchie fiel die Stadt an das Königreich Rumänien und wurde Teil der Region Moldau. Es setzte eine starke Rumänisierungspolitik ein, in deren Folge viele deutschsprachige Bewohner die Stadt verließen. Die rumänische Volkszählung von 1930 ergab eine Einwohnerzahl von 16.788, davon noch 27,5 % Deutsche, 33,4 % Juden und 35,2 % Rumänen. Als Muttersprache gaben 32 % der Radautzer Deutsch an, 29,4 % Jiddisch und 34,9 % Rumänisch.
Die Radautzer Deutschen wurden infolge des sog. Hitler-Stalin-Paktes 1940 zum überwiegenden Teil ausgesiedelt („Heim ins Reich“), die verbliebenen Deutschen wurden infolge der Ereignisse des Zweiten Weltkriegs ab 1944 dann fast vollständig vertrieben.
Die Stadt war auch lange Zeit ein Zentrum des Judentums in der Bukowina. Die jüdische Gemeinde hatte schon vor der habsburgischen Zeit bestanden. 1880 waren 30,9 % der Bewohner von Radautz Juden. Im Herbst 1941 wurden die Radautzer Juden nach Transnistrien deportiert. Während des Holocausts wurde fast die gesamte Gemeinde ausgelöscht. Die wenigen Überlebenden verließen nach dem Krieg Rumänien größtenteils.
Seit der von Stalin erzwungenen Teilung der Bukowina im Jahre 1940/41 und erneut nach Ende des Zweiten Weltkrieges, als die Nordbukowina definitiv an die Sowjetunion (bzw. an die Ukrainische Sowjetrepublik) fiel, gehört die Provinzstadt als Rădăuți „endgültig“ zu Rumänien. Die Stadt liegt in unmittelbarer Grenznähe zur Ukraine. Die Stadt durchlief während des Bestehens der Sozialistischen Republik Rumänien ein starkes Bevölkerungswachstum, mittlerweile ging die Bevölkerungszahl aber stark zurück. Die Bevölkerung besteht heute in ihrer großen Mehrheit aus Rumänen, die bei der Volkszählung 2002 fast 97 % der Stadtbevölkerung ausmachten.
Vor Czernowitz war Radautz der Bischofssitz der Diözese der Bukowina und Dalmatiens.

## Bevölkerung
1890 hatte Radautz 12.895 Einwohner, davon 8530 Deutsche bzw. Juden und 3203 Rumänen. Es gab 4712 Katholiken, 4235 Juden und 3506 Griechisch-orientalische Christen. Seit dem Ende des Zweiten Weltkriegs besteht die Stadtbevölkerung fast ausschließlich aus Rumänen.
Die Volkszählung von 2002 zeigte folgende ethnische Zugehörigkeit der Einwohner:
- 26.637 Rumänen
- 281 Lipowaner
- 254 Roma
- 204 Ukrainer
- 171 Deutsche (Bukowinadeutsche)
- 86 Angehörige anderer Volksgruppen

## Sehenswürdigkeiten
- Kloster Bogdana (turmlose Basilika, Grabmonumente moldauischer Fürsten)
- Tiergarten
- Stadtpark
- Kathedrale
- Große Synagoge

## Personen

### Persönlichkeiten
- Ernst Rudolf Neubauer (1828–1890), Dichter, in Radautz gestorben
- Oskar Janicki (1883–1945), Sozialdemokrat und Hitlergegner
- Marcell Zappler (1885–1965), Journalist
- Mime Misu (1888–1953), Filmregisseur
- Ernst Paul Hoffmann (1891–1944), Psychoanalytiker
- Lothar Rădăceanu (geb. Wurzer oder Würtzler; 1899–1955), Journalist und sozialistischer Politiker
- Árpád Makay (1911–2004), Kameramann
- Avigdor Arikha (1929–2010), jüdischer Maler, geboren in Radautz[9]
- Marcell Schweitzer (* 1932), Wirtschaftswissenschaftler
- Ștefan Rusu (* 1956), Ringer
- Daniela Constantinescu (* 1988), Fußballschiedsrichterassistentin
- Dorin Rusu (* 1998), Leichtathlet

### Ehrenbürger
- Oktavian Regner von Bleyleben (1866–1945), österreichisch-ungarischer Verwaltungsjurist[10]

## Städtepartnerschaft
Rădăuți unterhält Städtepartnerschaften mit:
- Pontault-Combault in Frankreich, seit 1989
- Caminha in Spanien, seit 1998
- Beilstein in Deutschland, seit 1998
- Ragusa in Italien, seit 1998
- Briceni in der Republik Moldau, seit 1998
- Drochia in der Republik Moldau, seit 2001
- Gleiwitz in Polen, seit 2002
- Girne in Zypern, seit 2003

## Gestüt Radautz
In Radautz befand sich ein bedeutendes, von Joseph von Cavallar gegründetes Staatsgestüt Österreich-Ungarns, das von Wien aus verwaltet wurde. Es war mit 10 000 Hektaren das größte österreichische Staatsgestüt. Im Zuge des Ersten Weltkriegs wurden die Radautzer Pferde in die Republik Österreich überführt. Heute werden in Radautz Shagya-Araber und Huzulen gezüchtet.
Radautz beeinflusste die Zuchtgeschichte des Österreichischen Warmbluts und des Shagya-Arabers maßgeblich.